# Tramacastilla
Pour l’article homonyme, voir Tramacastilla de Tena.
Tramacastilla est une commune d’Espagne, dans la province de Teruel, communauté autonome d'Aragon, comarque de la Sierra de Albarracín.